# Panaeolopsis obtusa
Panaeolopsis obtusa är en svampart som beskrevs av Contu 1998. Panaeolopsis obtusa ingår i släktet Panaeolopsis och familjen Agaricaceae.   Inga underarter finns listade i Catalogue of Life.